# Axel Pape
Axel Pape (Düsseldorf, 26 settembre 1956) è un attore tedesco.

## Filmografia

### Cinema
- 14 Tage lebenslänglich - regia di Roland Suso Richter (1997)
- Wir sind jung. Wir sind stark.- regia di Burhan Qurbani (2014)

### Televisione
- Liebesgeschichten - serie TV (1990)
- Abenteuer Airport - serie TV (1990)
- Die Wache - serie TV (1994-1996)
- Uno di Noi - serie TV (1996)
- Stefanie - serie TV (1997)
- Ein Schutzengel auf Reisen - film TV - regia di Peter Weck (1997)
- Medicopter 117 - Jedes Leben zählt - serie TV (1997-1999)
- Die Bubi-Scholz-Story - film TV - regia di Roland Suso Richter (1998)
- Squadra Speciale Cobra 11 - serie TV (1999-2012)
- Balko - serie TV (1999)
- Callboys – Jede Lust hat ihren Preis - film TV - regia di Christiane Balthasar (1999)
- Un caso per due - serie TV (1999)
- Lady Cop - serie TV (2000)
- Il commissario Zorn - serie TV (2001)
- Alphateam - Die Lebensretter im OP - serie TV (2003)
- Im Namen des Gesetzes - serie TV (2005-2007)
- Squadra Speciale Stoccarda - serie TV (1 episodio) (2009)
- Die Rosenheim-Cops - serie TV (1 episodio) (2010)
- Hamburg Distretto 21 - serie TV (2012-2018)
- Der Fall Jakob von Metzler - film TV - regia di Stephan Wagner (2012)
- Morden im Norden - serie TV (1 episodio) (2013)
- SOKO Wismar - serie TV (1 episodio) (2013)
- Squadra Speciale Colonia - serie TV (1 episodio) (2016)
- Il commissario Lanz - serie TV (1 episodio) (2016)
- Bettys Diagnose - serie TV (2016-2017,2019)
- Maximilian - Il gioco del potere e dell'amore - serie TV (2017)
- Retoure - serie TV (2023)